# Nathan Smith (ishockeyspelare född 1998)
För andra betydelser, se Nathan Smith.
Nathan Smith, född 19 oktober 1998, är en amerikansk professionell ishockeyforward som spelar för Arizona Coyotes i National Hockey League (NHL).
Han har tidigare spelat för Minnesota State Mavericks i National Collegiate Athletic Association (NCAA); Cedar Rapids Roughriders i United States Hockey League (USHL) och Aberdeen Wings i North American Hockey League (NAHL).
Smith draftades av Winnipeg Jets i tredje rundan i 2018 års draft som 91:a spelare totalt.

## Statistik
| 2014–2015   | River Ridge Royal Knights |             | 17  | 26 | 20 | 46  | 28  | — | — | — | — | —  |
| 2015–2016   | Mitchell Mustangs         |             | 15  | 41 | 45 | 86  | 59  | — | — | — | — | —  |
| 2016–2017   | Mitchell Mustangs         |             | 13  | 21 | 23 | 44  | 22  | 2 | 4 | 4 | 8 | 0  |
|             | Aberdeen Wings            | NAHL        | 4   | 1  | 1  | 2   | 18  | — | — | — | — | —  |
| 2017–2018   | Cedar Rapids Roughriders  | USHL        | 51  | 17 | 30 | 47  | 84  | — | — | — | — | —  |
| 2018–2019   | Cedar Rapids Roughriders  | USHL        | 59  | 18 | 35 | 53  | 81  | 4 | 0 | 1 | 1 | 12 |
| 2019–2020   | Minnesota State Mavericks | NCAA        | 35  | 9  | 18 | 27  | 37  | — | — | — | — | —  |
| 2020–2021   | Minnesota State Mavericks | NCAA        | 28  | 9  | 16 | 25  | 16  | — | — | — | — | —  |
| 2021–2022   | Arizona Coyotes           | NHL         | 1   | 0  | 0  | 0   | 2   | — | — | — | — | —  |
|             | Minnesota State Mavericks | NCAA        | 38  | 19 | 31 | 50  | 43  | — | — | — | — | —  |
| NHL totalt  | NHL totalt                | NHL totalt  | 1   | 0  | 0  | 0   | 2   | — | — | — | — | —  |
| NCAA totalt | NCAA totalt               | NCAA totalt | 101 | 37 | 65 | 102 | 96  | — | — | — | — | —  |
| USHL totalt | USHL totalt               | USHL totalt | 110 | 35 | 65 | 100 | 165 | 4 | 0 | 1 | 1 | 12 |

### Internationellt
| Källa: Uppdaterad: 2022-04-13 | Källa: Uppdaterad: 2022-04-13 | Källa: Uppdaterad: 2022-04-13 |         | Utv = Utvisningsminuter | Utv = Utvisningsminuter | Utv = Utvisningsminuter | Utv = Utvisningsminuter | Utv = Utvisningsminuter |
| År                            | Lag                           | Mästerskap                    | Matcher | Mål                     | Assists                 | Poäng                   | Utv                     |                         |
| ----------------------------- | ----------------------------- | ----------------------------- | ------- | ----------------------- | ----------------------- | ----------------------- | ----------------------- | ----------------------- |
| 2022                          | USA                           | OS                            | 4       | 1                       | 1                       | 2                       | 4                       |                         |
| Senior totalt                 | Senior totalt                 | Senior totalt                 | 4       | 1                       | 1                       | 2                       | 4                       |                         |